# Алфа Каба
Алфа Каба (фр. Alpha Kaba; Блоа, 21. септембар 1996) француско-гвинејски је кошаркаш. Игра на позицијама крилног центра и центра.

## Биографија
У јулу 2015. потписао је уговор са Мега Лексом. Са екипом Меге у сезони 2015/16. учествовао је у освајању Купа Радивоја Кораћа и пласману у финале плеј-офа АБА лиге. У наредној 2016/17. сезони у АБА лиги је у просеку бележио 10,9 поена по мечу, у Лиги шампиона 10,7 а у Суперлиги Србије је имао 9 поена по мечу. Каба се у овој сезони посебно истакао као одличан скакач пошто је у АБА лиги проглашен за првог скакача са 7,6 скокова по мечу, а такође је у тој категорији био на првом месту и у Суперлиги Србије са 8,2 скока по мечу. У Лиги шампиона је био други скакач регуларне фазе са 9,8 скокова по мечу.
На НБА драфту 2017. је одабран као 60. пик од стране Атланта хокса. У јулу 2017. потписао је трогодишњи уговор са Асвелом. У екипи Асвела је провео наредне две сезоне и освојио првенство и Куп Француске у сезони 2018/19. У другој сезони у клубу није много играо. На 13 утакмица у лиги и Еврокупу просечно је био на паркету 16 минута уз 6,3 поена по мечу. У јуну 2019, Каба је био у групи кажњених играча, који су "ухваћени" у клађењу на утакмице свог тима. Било их је шест и сви су одмах дисциплиновани одлуком француског савеза, а тројица су били професионалци (Каба, Шарл Гају и Мамаду Дија). У августу 2019. Каба је добио отказ у Асвелу.
У септембру 2019. потписао је уговор са француским прволигашем Булазаком. Каба је у дресу Булазака током сезоне 2019/20. на 25 утакмица француске Про А лиге бележио 8,8 поена и 8,6 скокова по утакмици. У јулу 2020. потписао је двогодишњи уговор са Нантером, али је након годину дана прешао у турски Газијантеп. Наступајући за Газијантеп у сезони 2021/22, Каба је био најкориснији играч турске Суперлиге. У августу 2022. потписао је двогодишњи уговор са екипом Будућности. У подгоричком клубу провео је такмичарску 2022/23. у којој је клуб освојио дуплу круну у Црној Гори. Сезону 2023/24. провео је већим делом у кинеским Ђангсу драгонсима да би 2. априла 2024. потписао за шпанску Валенсију до краја сезоне.

## Успеси

### Клупски
- Мега Лекс:
  - Куп Радивоја Кораћа (1): 2016.

- Асвел:
  - Првенство Француске (1): 2018/19.
  - Куп Француске (1): 2019.

- Будућност:
  - Првенство Црне Горе (1): 2022/23.
  - Куп Црне Горе (1): 2023.